# 内水面漁業
内水面漁業（ないすいめんぎょぎょう）は、河川・池・沼の淡水における漁業。また、淡水魚および淡水生物の養殖を、内水面養殖業と言う。
ただし、日本の漁船登録における漁業種類では淡水漁業と内水面漁業は区別されており、淡水漁業は「潮汐の影響のない潟、湖沼、河川、放水路、留他、貯水等における漁業」、内水面漁業は「潮汐の影響のある潟、湖沼、河川、放水路等における漁業」と定義されている。

## 特徴
対象魚は主に温水性淡水魚と、冷水性淡水魚に分類される。温水性淡水魚はコイ・金魚・ナマズ・ウナギなど幅広いが、冷水性淡水魚は陸封したサケ科の魚類（アマゴやニジマス）を主に指す。
投網や釣りが主流であるが、長野県伊那地方におけるザザムシ漁や、高知県の四万十川では独特の漁法を使っている。

## 対象魚
- ウナギ
- ドジョウ
- コイ
- アユ
- 金魚
- ホンモロコ
- ティラピア
- ニジマス
- アマゴ
- ナマズ
- サワガニ
- スジエビ
- スッポン
- クロレラ
- 寒天
- ザザムシ
- ウシガエル

## 研究機関
- 都道府県の水産試験場には、内水面水産試験場を独立して持ってる県も多く、これに水産試験場と栽培漁業センターの２セット加えたものを、総称して水産試験場と呼ぶ事がある。海の無い長野県などでは温水性生物（コイやアユ）と冷水性生物を分けて、試験研究している自治体も見受けられる。